# Triceratops
 Triceratops  (von altgriechisch τρεῖς treis ‚drei‘, κέρας kéras ‚Horn‘ und ὤψ ōps ‚Antlitz‘; wörtlich also „Dreihorngesicht“) ist eine Gattung von Vogelbeckensauriern (Ornithischia) aus der Gruppe der Ceratopsia. Die Typusart Triceratops horridus, nachfolgend meist nur Triceratops genannt, ist einer der größten Vertreter der Ceratopsidae, die durch ihre Hörner und ihren Nackenschild charakterisiert waren, und einer der bekanntesten Dinosaurier überhaupt. Triceratops lebte am Ende der Oberkreide im heutigen Nordamerika.

## Merkmale
Triceratops erreichte eine Länge von bis zu 9 Metern, sein Gewicht wird auf 6 bis 12 Tonnen geschätzt. Damit ist er neben dem 2007 beschriebenen, aber nur wenig bekannten Eotriceratops der größte Vertreter der Ceratopsidae. Ein vollständiges Skelett wurde bis jetzt nicht gefunden, es sind aber über 50 zumindest teilweise erhaltene Schädel und Teile des übrigen Skeletts bekannt.

### Schädel

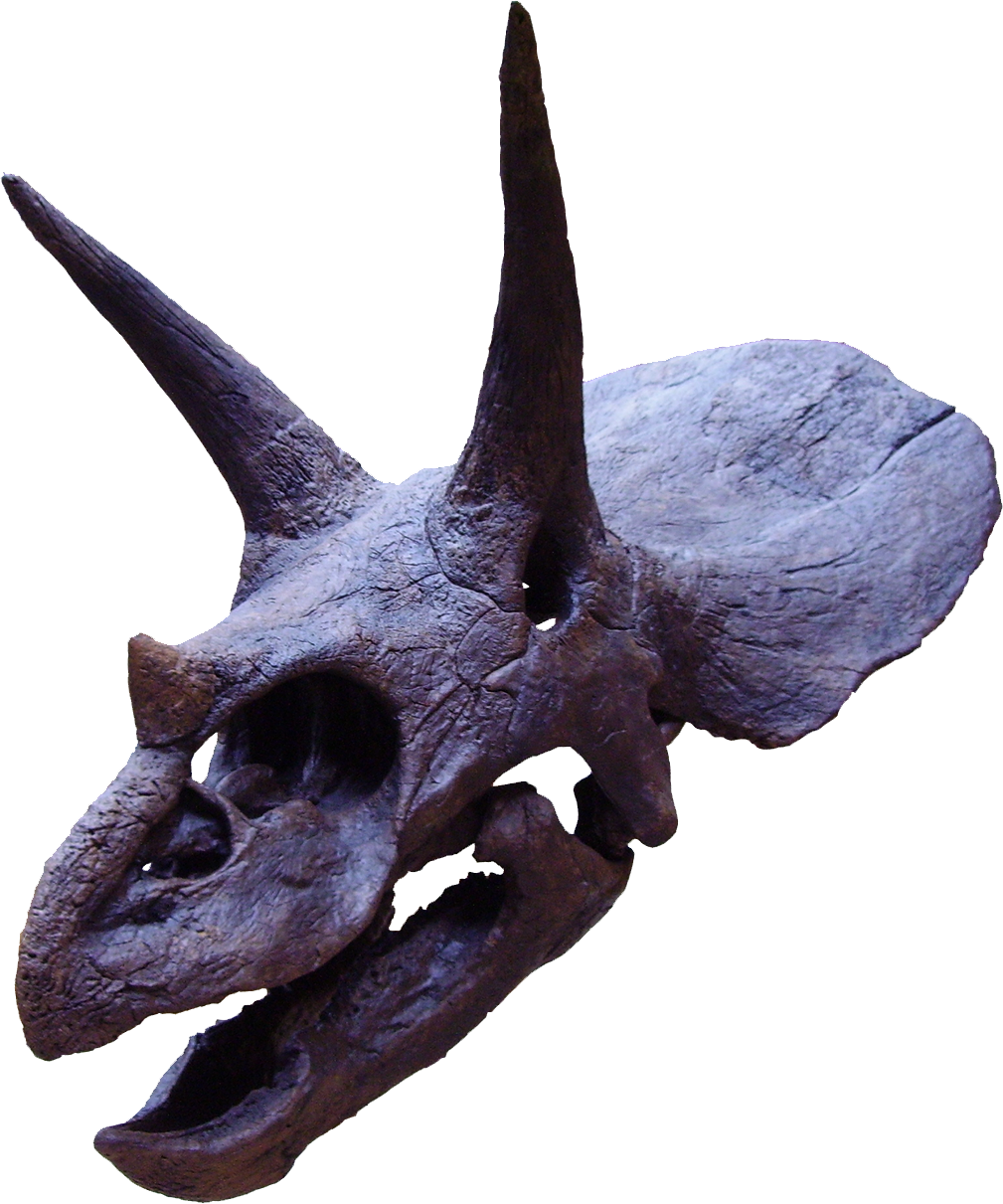
Schädel

Der Schädel von Triceratops war wie bei allen Neoceratopsia sehr groß und wuchtig. Er hatte von oben betrachtet eine grob dreieckige Form, wofür die zugespitzte Schnauze und die weit ausladende Wangenregion verantwortlich waren. Die Schnauzenspitze war wie bei allen Ceratopsia aus dem Rostralknochen (vor dem Oberkiefer) und dem Praedentale (vor dem Unterkiefer) gebildet. Das hinter dem Rostralknochen gelegene Zwischenkieferbein (Praemaxillare) war sehr hoch und eines der prägendsten Elemente des Gesichtsschädels. Die Nasenlöcher waren deutlich vergrößert und annähernd rund. Das Nasenbein trug ein kleines Nasenhorn, das möglicherweise mit Keratin überzogen war.

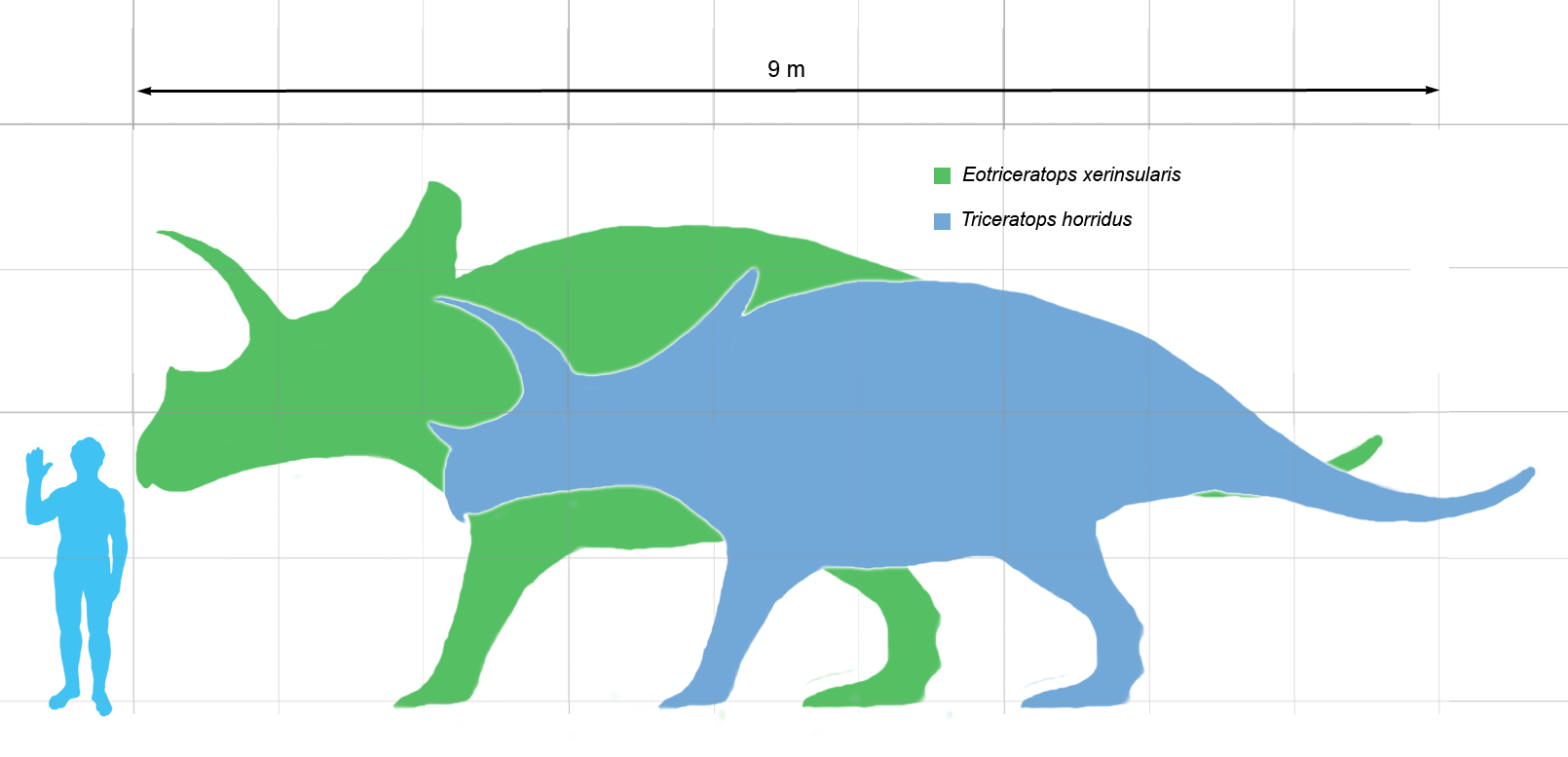
Größenverhältnisse von Triceratops, Eotriceratops und Mensch

Die Überaugenhörner waren Auswüchse des Postorbitale, das auch den hinteren Rand der Augenhöhle und einen Teil der Wange bildete. Diese Hörner waren lang, die Form ist bei den einzelnen Funden jedoch sehr variabel. Die ausladende Wangenregion war stark modifiziert, das Jugale bildete einen Wangenhöcker.
Der Nackenschild wurde wie bei allen Ceratopsidae aus dem Scheitel- und dem Schuppenbein gebildet. Verglichen mit dem Nackenschild verwandter Arten war er kurz und wies auch nicht die ansonsten vorhandenen paarigen Öffnungen auf. Der äußere Rand des Schilds war manchmal mit wellenförmigen Verknöcherungen bedeckt, die Epoccipitalia genannt werden.
Die Bezahnung von Triceratops bestand wie bei allen Ceratopsidae aus Zahnbatterien, das sind reihenförmig angeordnete Zähne, die bei Abnutzung durch den nachfolgenden Zahn ersetzt wurden. Die einzelnen Zähne standen in dicht gepackten Zahnreihen, jede Zahnposition verfügte über drei bis fünf Ersatzzähne. Triceratops besaß 36 bis 40 Zahnpositionen. Die Okklusionsflächen des Gebisses standen annähernd senkrecht, was dafür spricht, dass die Zähne vorwiegend für eine schneidende Tätigkeit eingesetzt wurden.

### Rumpfskelett

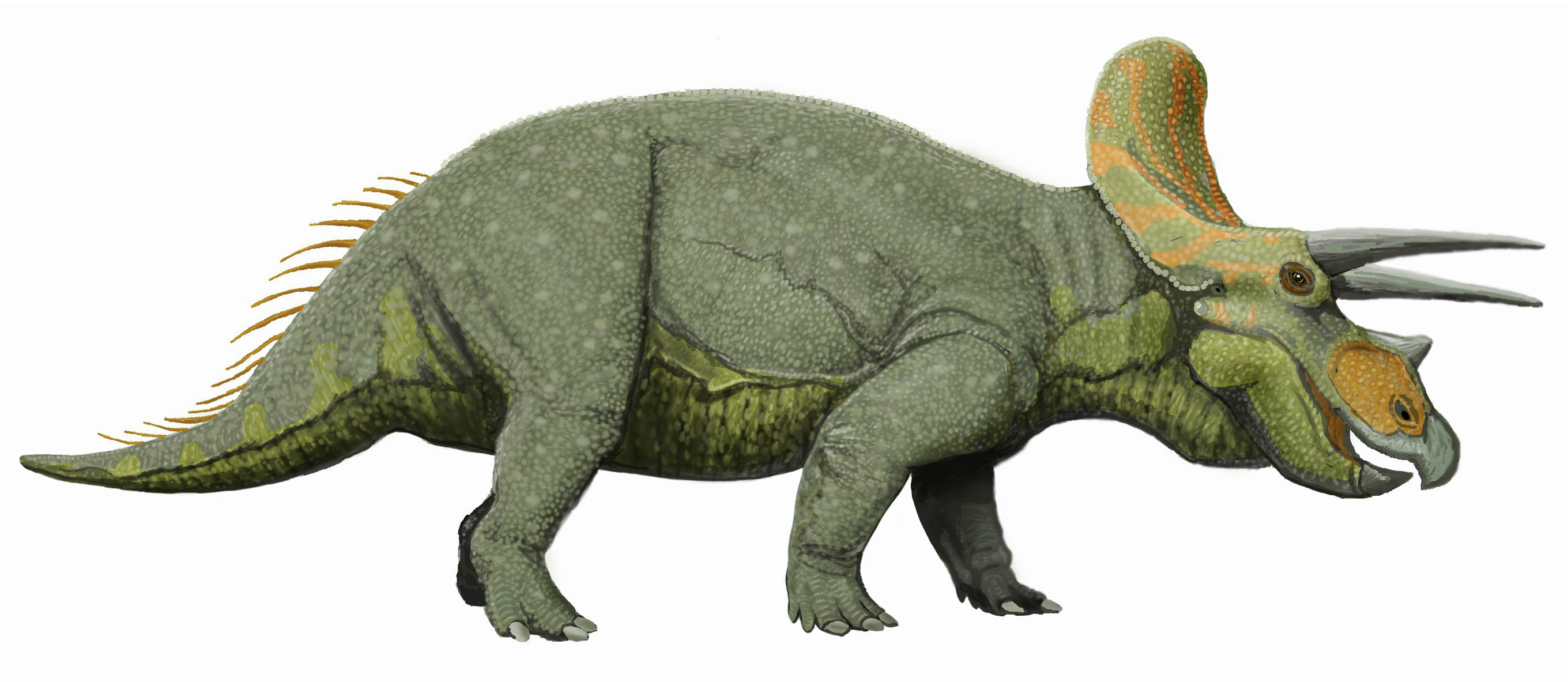
Lebendrekonstruktion von Triceratops auf Grundlage des Senckenberger Skeletts

Die ersten Halswirbel von Triceratops waren wie bei allen Ceratopsidae zum Syncervical verschmolzen. Seine Gliedmaßen waren robust gebaut, die Vordergliedmaßen waren wie bei fast allen Dinosauriern kürzer als die Hintergliedmaßen und erreichten nur rund 70 % von deren Länge. Die Röhrenknochen wiesen stark vergrößerte Enden mit rauer Oberfläche auf, was ein Anzeichen für dicke Knorpelballen darstellen könnte. Der Oberarmknochen war länger als die Speiche. Der Vorderfuß war immer kleiner als der Hinterfuß und kurz und breit gebaut. Er endete in fünf Zehen. Auch der Oberschenkelknochen war stets länger als das Schienbein. Der Hinterfuß war kurz und kräftig und endete in vier Zehen mit stumpfen Hufen.

## Paläobiologie

### Sozialverhalten und Lebensraum
Zwar ist Triceratops einer der am häufigsten gefundenen Ceratopsidae, allerdings gibt es im Gegensatz zu vielen anderen Vertretern keine bone beds („Knochenlager“). Das sind Massenablagerungen von dutzenden, manchmal sogar tausenden Individuen. Diese Massenablagerungen gelten als Hinweis, dass einige Arten zumindest einen Teil des Jahres Verbände mit Artgenossen bildeten. Aufgrund der fehlenden Massenablagerungen von Triceratops sind keine Aussagen über das Sozialverhalten möglich.

### Funktion der Hörner und Nackenschilde

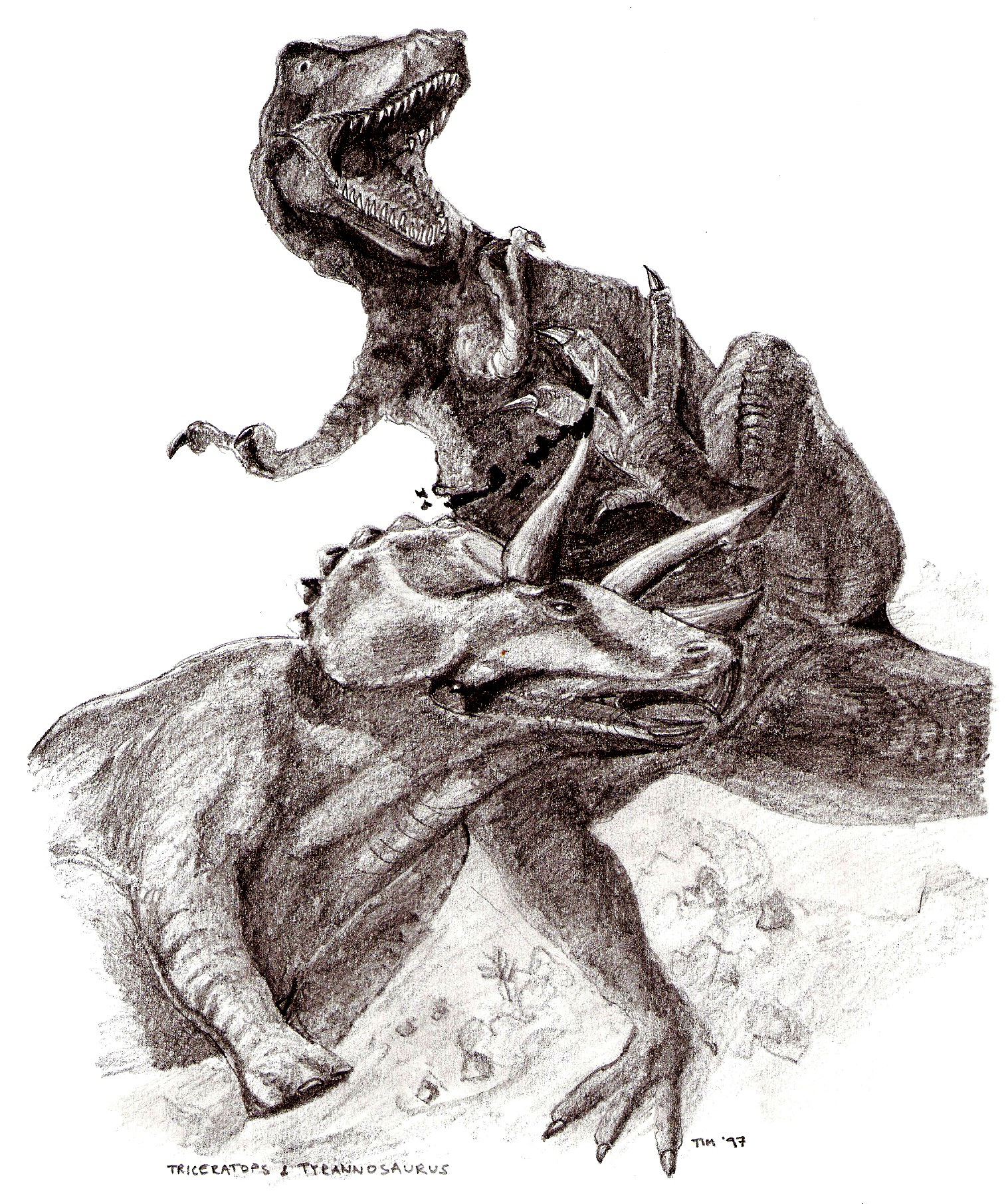
Hörner und Nackenschilde von Triceratops werden häufig mit der Verteidigung gegenüber Fressfeinden in Zusammenhang gebracht.

Zur Funktion der Hörner und Nackenschilde sind mehrere Hypothesen aufgestellt worden. Die gängigste geht davon aus, dass sie der Verteidigung gegenüber Fressfeinden dienten. Die Hörner seien Stoßwaffen und die Schilde schützten den Nacken gegenüber Bissen. Hauptfressfeinde in diesem Szenario sind die Tyrannosauridae; insbesondere das „Late Cretaceous All-Star Game“ zwischen Tyrannosaurus und Triceratops ist ein beliebtes Motiv der populären Dinosaurierdarstellung. Diese Hypothese hat aber einige Schwachpunkte: So haben die Verwandten von Triceratops jeweils eigene Formen der Hörner und Schilde entwickelt, von denen einige nutzlos oder sogar kontraproduktiv wären, wie die Rückbildung der Überaugenhörner bei manchen Arten. Darüber hinaus war der Schild sehr dünn und kaum als Schutz vor Nackenbissen geeignet.
Verworfen wird heute die Hypothese, der Nackenschild hätte als Ansatzstelle für eine stark vergrößerte Kaumuskulatur gedient. Denkbar ist unter Umständen die Hypothese, der Schild sei ein Werkzeug zur Thermoregulation.
Die heute am häufigsten vertretene Hypothese besagt, dass die Hörner und Nackenschilde der Kommunikation und der Auseinandersetzung um Reviere oder Paarungspartnern gedient hätten. Dabei lässt sich ein Szenario erahnen, in dem die Zurschaustellung des Kopfschmucks, Drohgebärden oder Kämpfe zwischen Artgenossen eine Rolle spielten, bei denen es um Wettstreite um Territorien oder das Paarungsvorrecht oder die Bildung von Rangordnungen ging. Eine Untersuchung aus dem Jahr 2009 fand viele Verletzungen in den Schilden dieser Tiere, was dafür spricht, dass die Hörner bei Kämpfen mit Artgenossen eingesetzt wurden.
Es ist durchaus denkbar, dass die Hörner und Nackenschilde mehreren Zwecken gleichzeitig dienten. Auch in Analogie zu heute lebenden Tierarten gilt die Hypothese der Identifikation und Auseinandersetzung mit Artgenossen nach heutigem Kenntnisstand als am plausibelsten.

### Körperhaltung und Fortbewegung

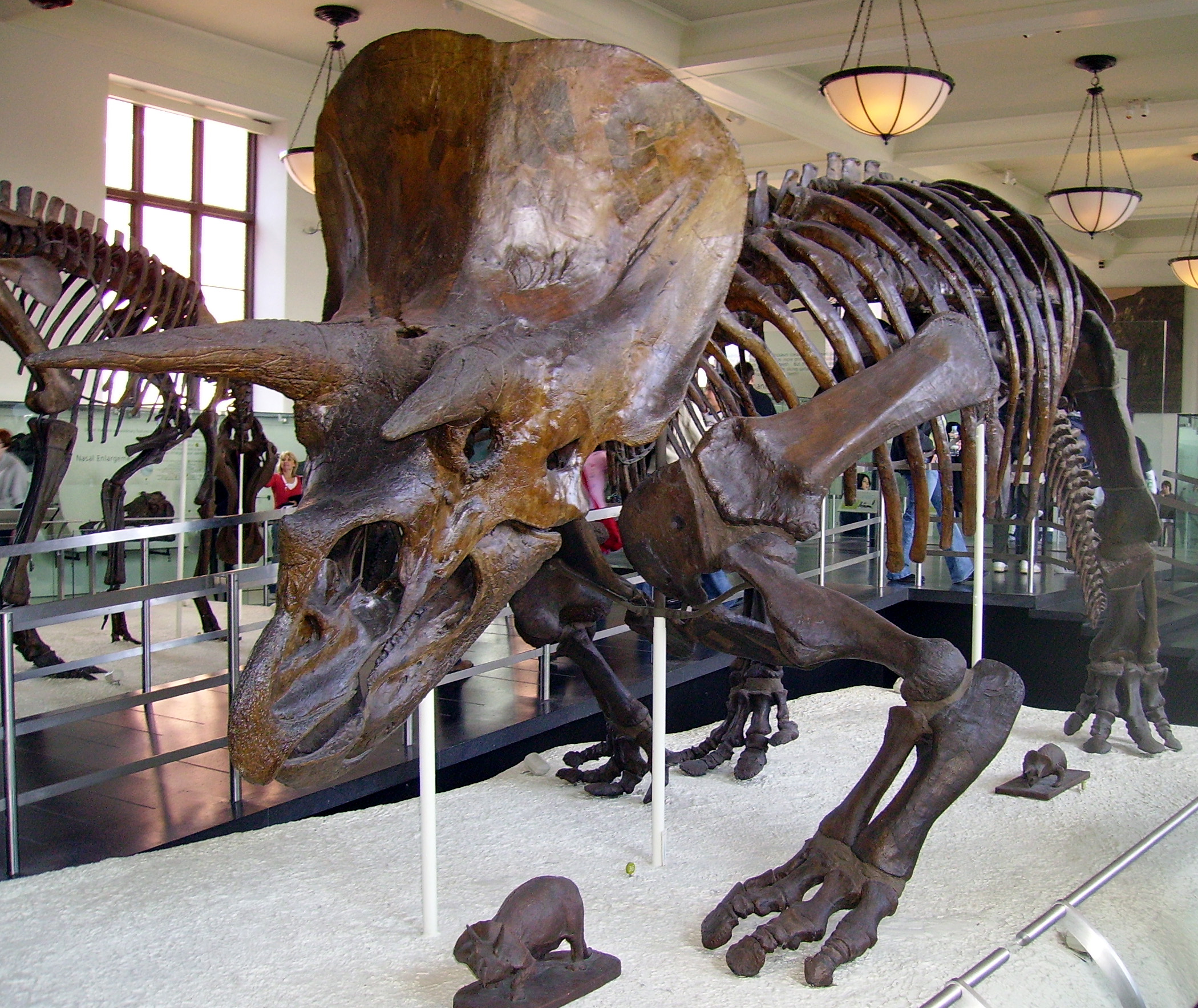
Montiertes Skelett von Triceratops: die abgeknickten Vorderbeine mit den annähernd waagrecht gehaltenen Oberarmknochen dürften nicht der tatsächlichen Körperhaltung entsprechen.

Die Frage nach der Körperhaltung und Fortbewegung von Triceratops hat sich als nicht leicht zu beantworten herausgestellt. Viele alte Zeichnungen ebenso wie die ersten Skelett-Aufbauten zeigten die Tiere mit aufgerichteten, senkrechten Hinterbeinen und weit auseinandergespreizten, abgeknickten Vorderbeinen, bei denen die Oberarmknochen nahezu waagrecht gehalten wurden. Die Gründe dafür lagen wohl im Bau des Kopfes des Oberarmknochens und des Rabenbeins.
Anatomische Studien ebenso wie die Untersuchung von Ichnofossilien (versteinerten Fußabdrücken) kamen zu dem Ergebnis, diese Tiere hätten ihre Vorderbeine annähernd gerade, also parallel zur Körperlängsebene (parasagittal), und mit nur leicht abgewinkelten Ellbogen gehalten. Die gleiche Untersuchung kommt auch zu dem Ergebnis, dass diese Tiere zu einer dem Galopp ähnlichen Fortbewegung fähig waren und eine Geschwindigkeit ähnlich der der Nashörner (über 40 km/h) erreichen konnten.

### Nahrung

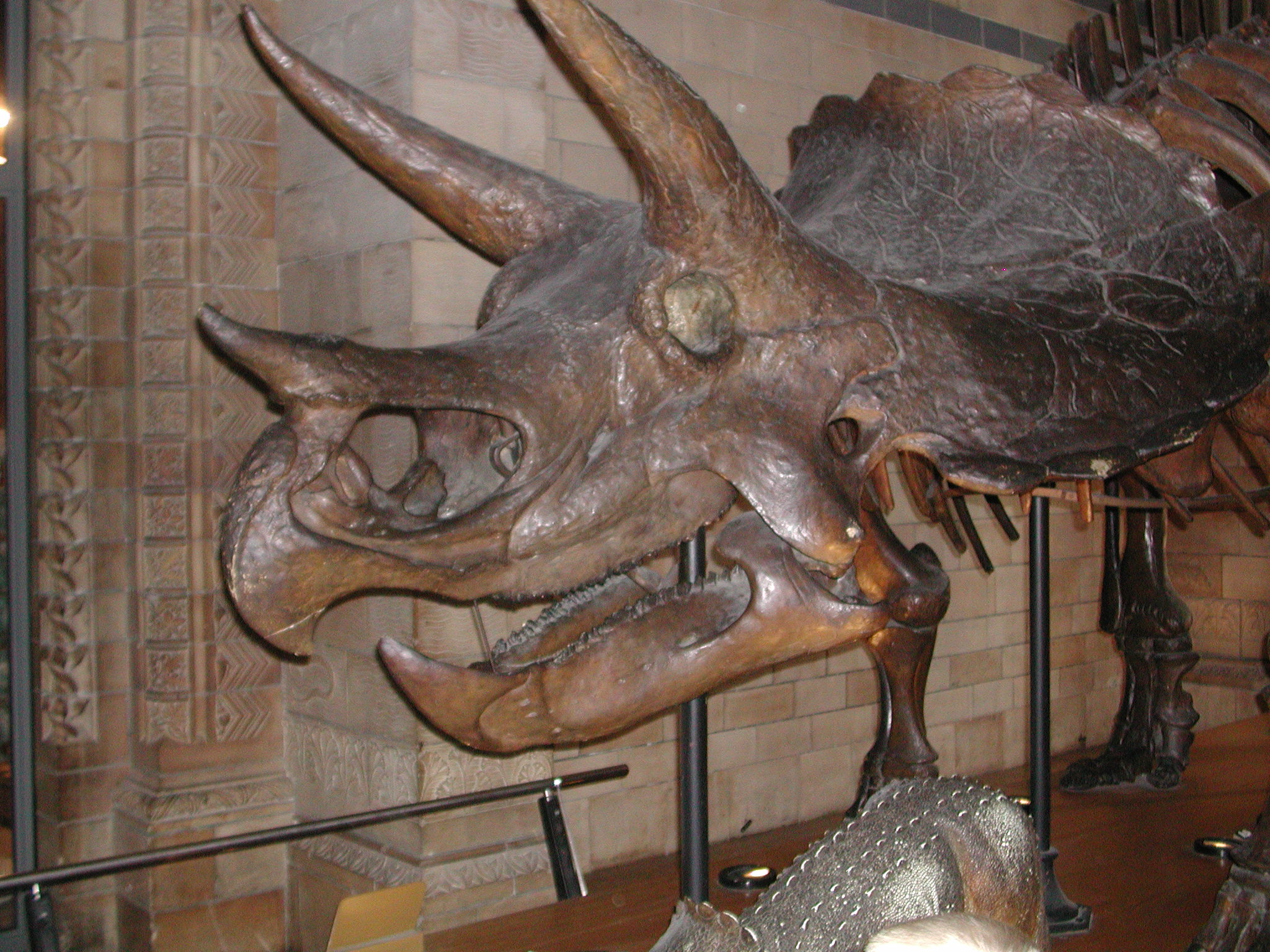
Triceratops besaß eine zugespitzte Schnauze – vermutlich zur selektiven Nahrungsaufnahme – und Zahnbatterien mit senkrechten Okklusionsflächen.

Die Zähne von Triceratops waren mit den senkrechten Okklusionsflächen für eine schneidende, nicht aber mahlende Bewegung ausgerichtet. Das Kiefergelenk saß tiefer als die Zahnreihe, der Muskelfortsatz (Processus coronoideus) am Unterkieferast war vergrößert und bot den Ansatzpunkt für eine vermutlich sehr kräftige Kaumuskulatur. All das deutet auf eine hohe Beißkraft dieser Tiere hin. Die schmale, zugespitzte Schnauze, die Triceratops mit allen Ceratopsia gemeinsam hatte, gilt gemeinhin als Anzeichen für eine selektive Nahrungsaufnahme. Sie dürfte eher zum Zupacken und Ausrupfen, nicht aber zum Abbeißen geeignet gewesen sein.
Da der Kopf nahe beim Boden gehalten wurde, haben die Tiere vermutlich vorwiegend krautige Pflanzen gefressen. Es ist auch denkbar, dass sie mit ihren Hörnern und Schnäbeln höhere Pflanzen heruntergebogen oder abgebrochen haben. Welche Pflanzen sie genau gefressen haben, ist allerdings nicht bekannt, denkbar sind Palmfarne, Palmen oder Farne.

## Entdeckung und Datierung
Die Gattung Triceratops wurde 1889 von Othniel Charles Marsh erstbeschrieben, Typusart ist T. horridus. Zwar gab es seit den 1870er Jahren Funde von verwandten Gattungen (wie Agathaumas oder Monoclonius), diese waren jedoch bruchstückhaft und ließen keine Rückschlüsse auf das Aussehen dieser Tiere zu. Erst mit Triceratops und dem gleichzeitig entdeckten Torosaurus wurde die Gestalt dieser Tiere deutlicher. Fossilfunde sind aus den westlichen USA (Wyoming, Montana, South Dakota, North Dakota und Colorado) sowie aus Kanada (Alberta und Saskatchewan) bekannt.
Die Funde werden in die Oberkreide (spätes Maastrichtium) auf ein Alter von 68 bis 66 Millionen Jahre datiert. Triceratops zählt damit zu den letzten Dinosauriern. Am Ende der Kreidezeit ist er wie alle Nichtvogel-Dinosaurier ausgestorben.

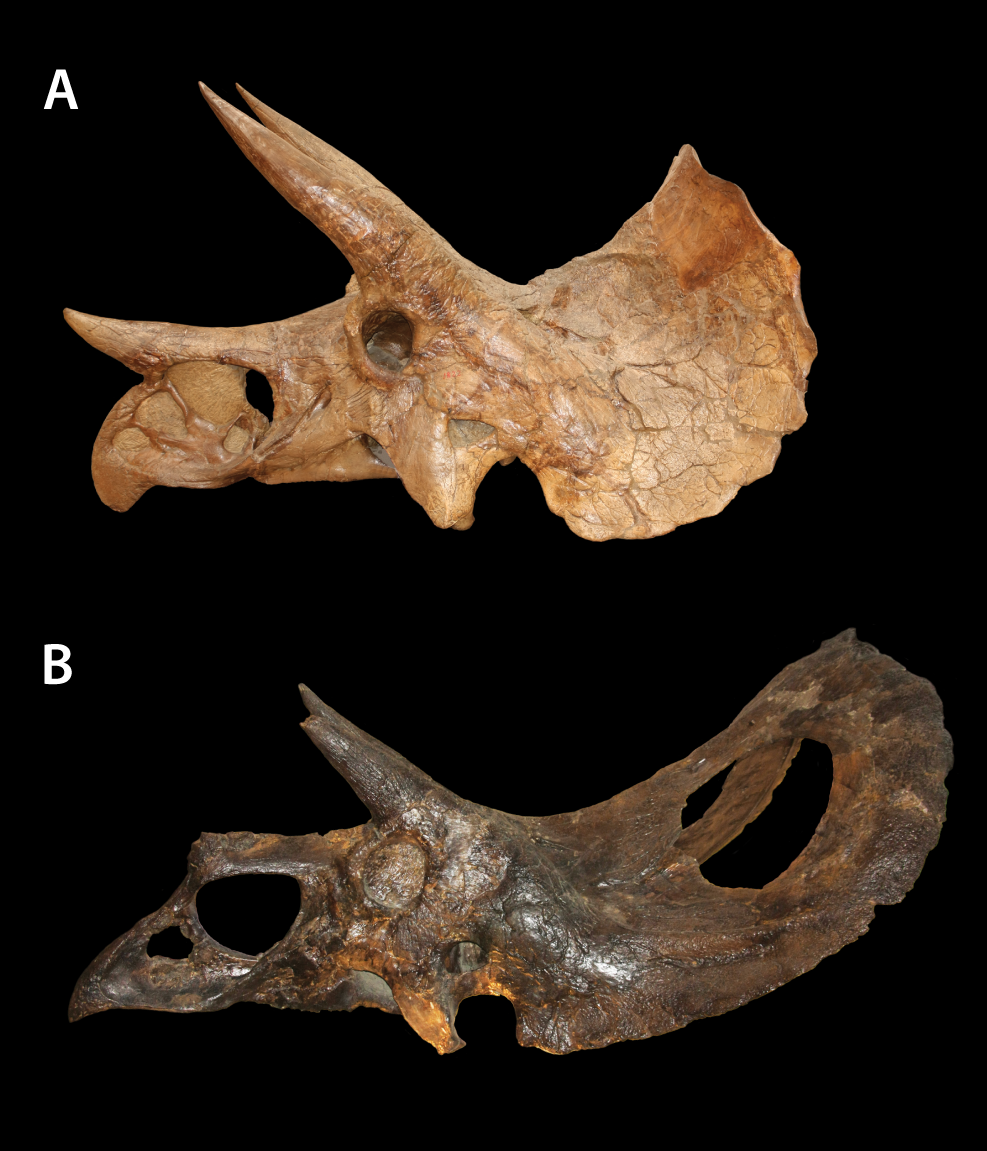
Schädel von Triceratops (A) im Vergleich zu Torosaurus (B)

John Scannella und John Horner kommen in einer Arbeit von 2010 zu dem Schluss, dass die Gattungen Torosaurus und Triceratops identisch seien, denn Torosaurus-Individuen seien lediglich ausgewachsene Individuen von Triceratops. Die Gattungen werden im Wesentlichen durch die unterschiedlichen Ausprägungen des Nackenschildes unterschieden, doch dessen Form und Größe verändert sich nach Scannella und Horner im Laufe des Lebens von Triceratops erheblich. Da es sich bei den beiden Gattungen also nur um unterschiedliche Wachstumsstadien desselben Ceratopsiden handelt und Triceratops die zuerst beschriebene Gattung ist, wäre nach der Prioritätsregel der Name Torosaurus nur noch ein jüngeres Synonym von Triceratops und nicht länger gültig (valide).

## Systematik

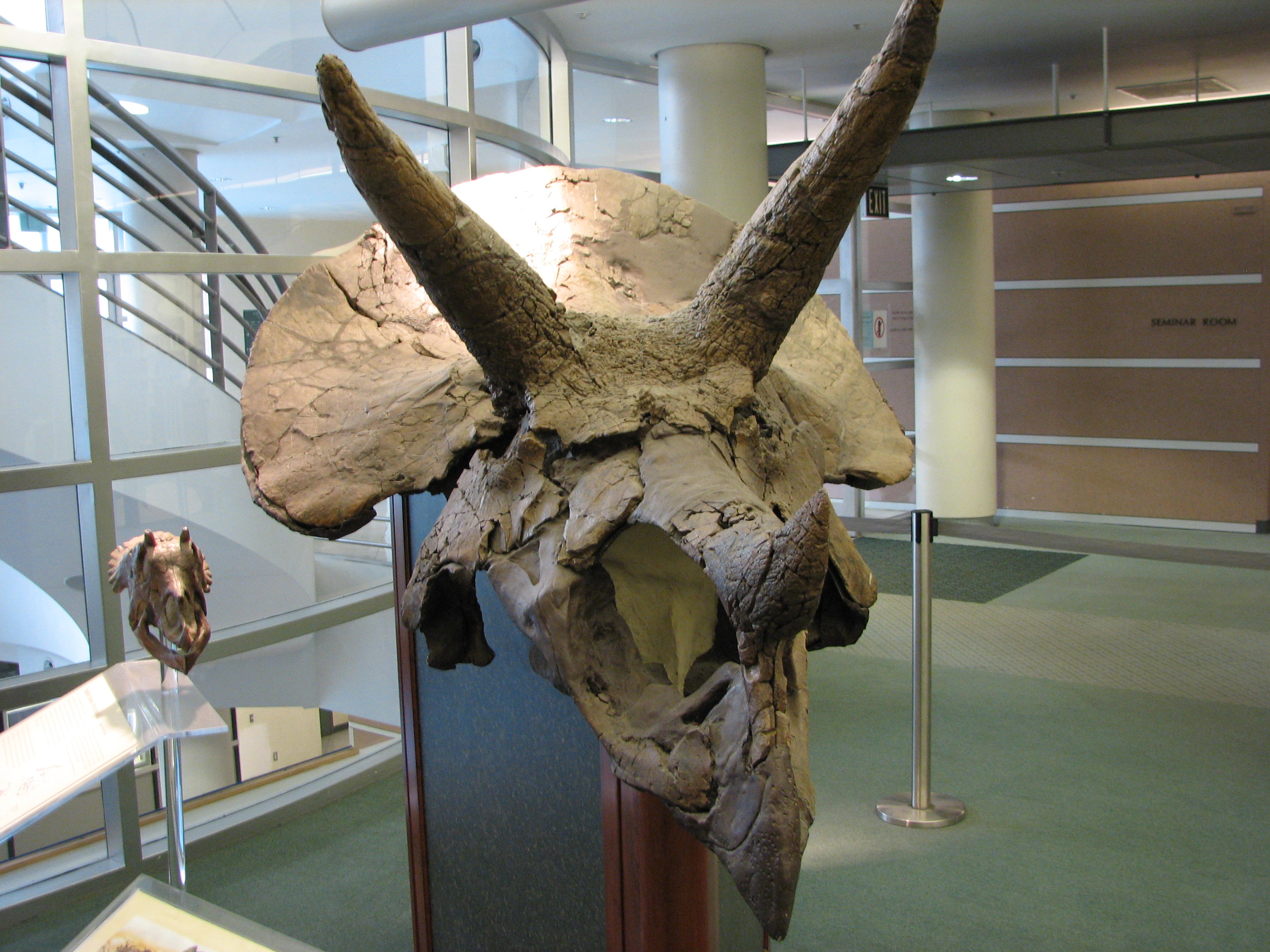
Triceratops hat im Gegensatz zu nahe verwandten Gattungen einen kurzen Nackenschild ohne Öffnungen.

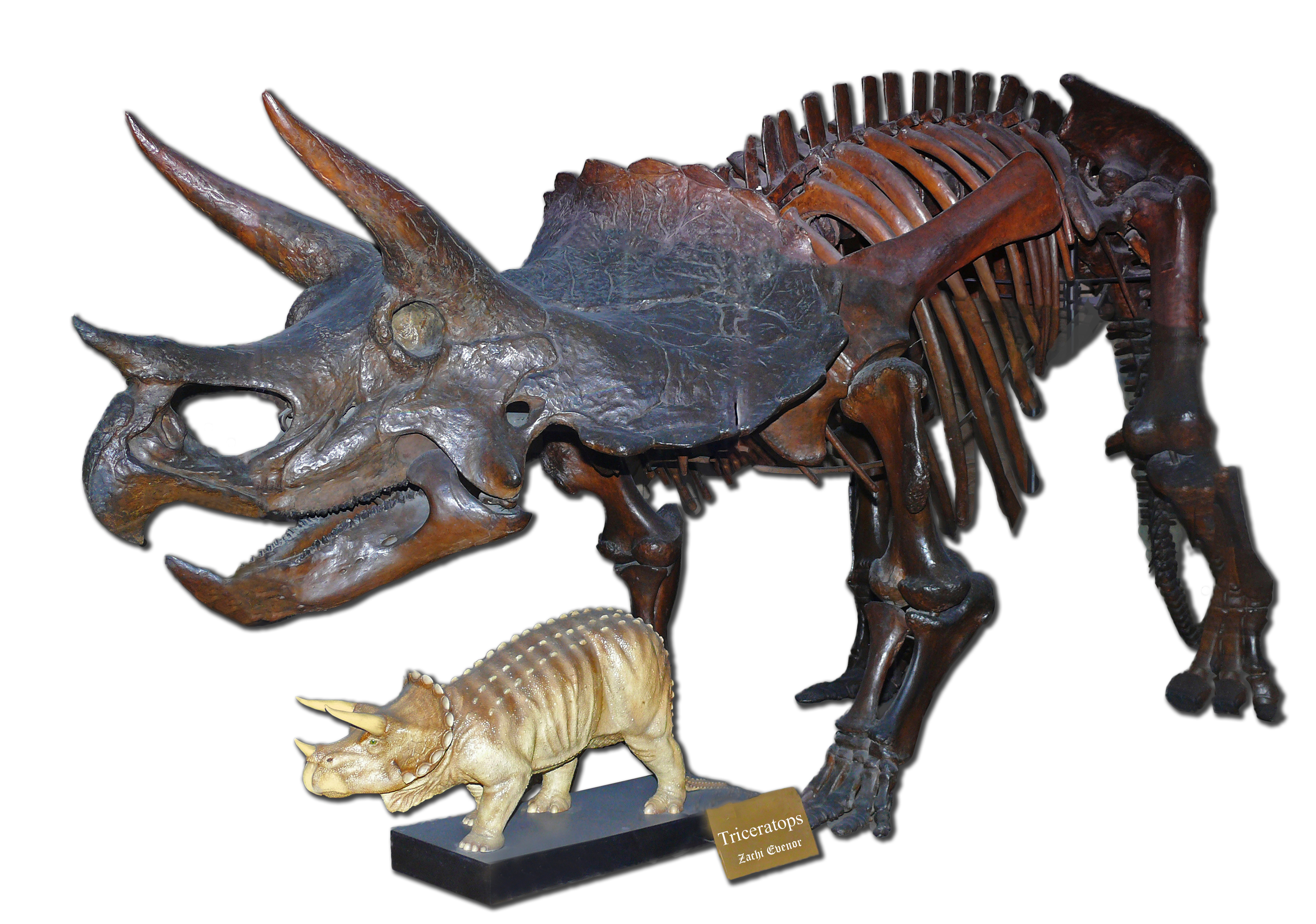
Triceratops

### Äußere Systematik
Triceratops wird innerhalb der Ceratopsidae in die Chasmosaurinae eingeordnet, die im Allgemeinen durch ein verkleinertes Nasenhorn, lange Überaugenhörner und einen langen Nackenschild charakterisiert waren. Triceratops weicht mit seinem kurzen Schild und den fehlenden Öffnungen von dieser Gruppe ab, weswegen seine Zugehörigkeit lange nicht erkannt wurde. Nach kladistischen Untersuchungen bildet er eine gemeinsame Klade mit Torosaurus und Nedoceratops, der kürzlich entdeckte Eotriceratops könnte ein Vorfahr oder früher Vertreter dieser Klade gewesen sein. Möglicherweise sind die Gattungen Nedoceratops und Tatankaceratops Juniorsynonyme von Triceratops.

### Innere Systematik
Von Triceratops sind über 50 vollständig oder teilweise erhaltene Schädel bekannt, dazu zahlreiche Teile des Rumpfskeletts. Die Funde unterscheiden sich zum Teil voneinander, es ist aber umstritten, inwieweit es sich dabei um verschiedene Arten, innerartliche Variation oder Sexualdimorphismus handelt. Es wurden insgesamt 16 Triceratops-Arten beschrieben, die sich in kleineren Variationen des Schädelbaus unterscheiden sollen. Heute geht die Sichtweise eher dahin, all die Unterschiede als innerartliche Variation zu sehen und alle Funde zu einer einzigen Art, Triceratops horridus, zusammenzufassen.

## Trivia
Der Hauptgürtelasteroid (9937) Triceratops wurde nach der Gattung benannt. 
Der Triceratops „Trici“ war das Maskottchen der Fernsehsendung Neo Magazin Royale.